# 玉山書院 (慶州市)
玉山書院（：／ Oksan Seowon */?）位於韓國慶尚北道慶州市，為一座朝鮮王朝時期建立的書院。玉山書院在1967年3月，被指定為韓國指定史蹟154號。玉山書院曾兩度由韓國申報成為世界遺產，2010年以「韓國歷史村落：河回村和良洞村」項目登錄，2019年再以「韓國新儒學書院」項目登錄。玉山書院與紹修書院、屏山書院、陶山書院及道東書院並稱朝鮮五大書院。

## 簡介
玉山書院位於慶尚北道慶州市安康邑，在朝鮮王朝時期兩班「月城孫氏」與「驪江李氏」建立的傳統韓式聚落良洞村西方約8公里處。玉山書院於朝鮮宣祖五年（1572年）由李齊閔（이제민，1528－1608）所創建，朝鮮宣祖七年（1574年）正式定名為為「玉山書院」。玉山書院位於群山環繞的郊外之處，書院有一百餘間房間。玉山書院以供奉李彥迪（이언적，1491－1553）的牌位而聞名，李彥迪曾任議政府從一品左贊成，為朝鮮王朝時期著名儒學家，為與同年代的金宏弼、趙光祖、鄭汝昌、李滉四人合稱東方五賢，入祀朝鮮孔廟。
進入玉山書院後，正面為求仁堂，上面掛有朝鮮宣祖於宣祖七年（1574年）賞賜的「玉山書院」牌匾，原牌匾於朝鮮憲宗五年（1839年）失火後毀壞，現存牌匾由書法家金正喜（김정희，1786－1856）依原牌匾改書。玉山書院中展示被列為韓國國寶第322-1號，於1573年印行的三國史記書本，另外還有八百多種、四千餘冊的文物。
2010年韓國申報之世界遺產登錄項目「韓國歷史村落：河回村和良洞村」中，玉山書院的登錄名稱為「良洞村聚落：玉山書院與獨樂堂」，此項目除了玉山書院之外，還包括獨樂堂。獨樂堂為李彥迪曾居住過的宅院，在玉山書院旁邊，其始建於朝鮮中宗11年（1516年），為一棟典型的朝鮮王朝時期韓式建築。獨樂堂被列為大韓民國寶物第413號。

## 世界遺產登錄
玉山書院兩度被韓國申報為世界遺產項目。2010年7月至8月，第34屆世界遺產委員會會議於巴西首都巴西利亞召開，由韓國申報的項目「韓國歷史村落：河回村和良洞村」經大會通過登錄為世界遺產，玉山書院在名單之中，登錄名稱為「良洞村聚落：玉山書院與獨樂堂」，編號為1324-004號。2019年6月至7月，第43屆世界遺產委員會會議於亞塞拜然首都巴庫召開，「韓國新儒學書院」項目經大會通過登錄為世界遺產，玉山書院再次於名單之中，編號為1498-003號。兩次登錄內容的差異在於，2019年增加80.83公頃的緩衝範圍，藉此以強化對於遺產的保護。

### 韓國歷史村落：河回村和良洞村
该世界遗产被认为满足世界遺產登錄基準中的以下基準而予以登錄：
- （iii）呈现有关现存或者已经消失的文化传统、文明的独特或稀有之证据。
- （iv）关于呈现人类历史重要阶段的建筑类型，或者建筑及技术的组合，或者景观上的卓越典范。[2]

| 世界遺產編號 | 名稱                         | 所在地                 | 保護範圍 | 緩衝範圍 |
| ------------ | ---------------------------- | ---------------------- | -------- | -------- |
| 1324-004     | 良洞村聚落：玉山書院與獨樂堂 | 36°00'47"N 129°09'45"E | 6.4公頃  |          |

### 韓國新儒學書院
该世界遗产被认为满足世界遺產登錄基準中的以下基準而予以登錄：
- （iii）呈现有关现存或者已经消失的文化传统、文明的独特或稀有之证据。[3]

| 世界遺產編號 | 名稱     | 所在地                    | 保護範圍 | 緩衝範圍  |
| ------------ | -------- | ------------------------- | -------- | --------- |
| 1498-003     | 玉山書院 | 36°0'42.14"N 129°9'47.9"E | 6.44公頃 | 80.83公頃 |

## 圖集

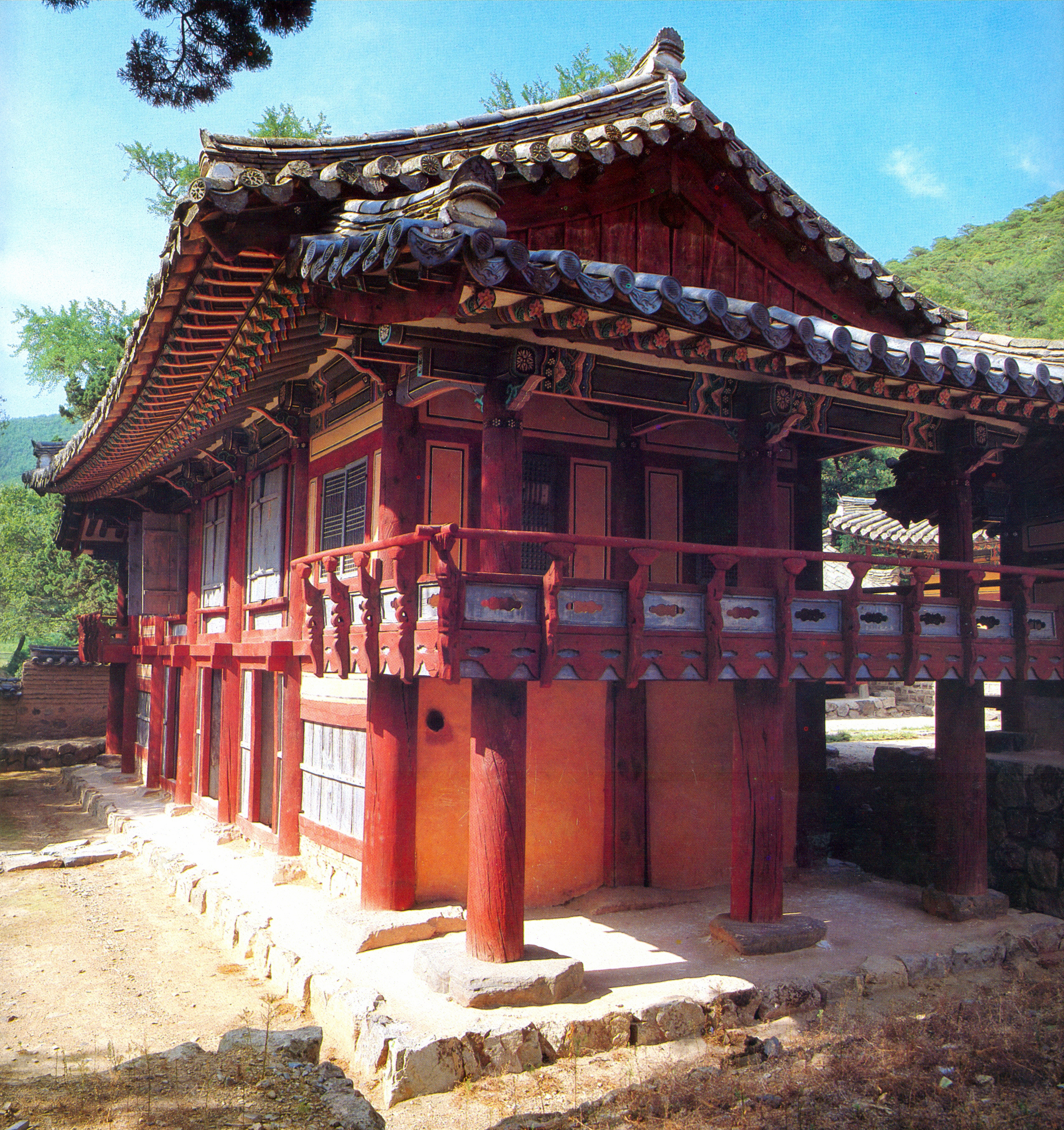
玉山書院入口 無邊樓（무변루）
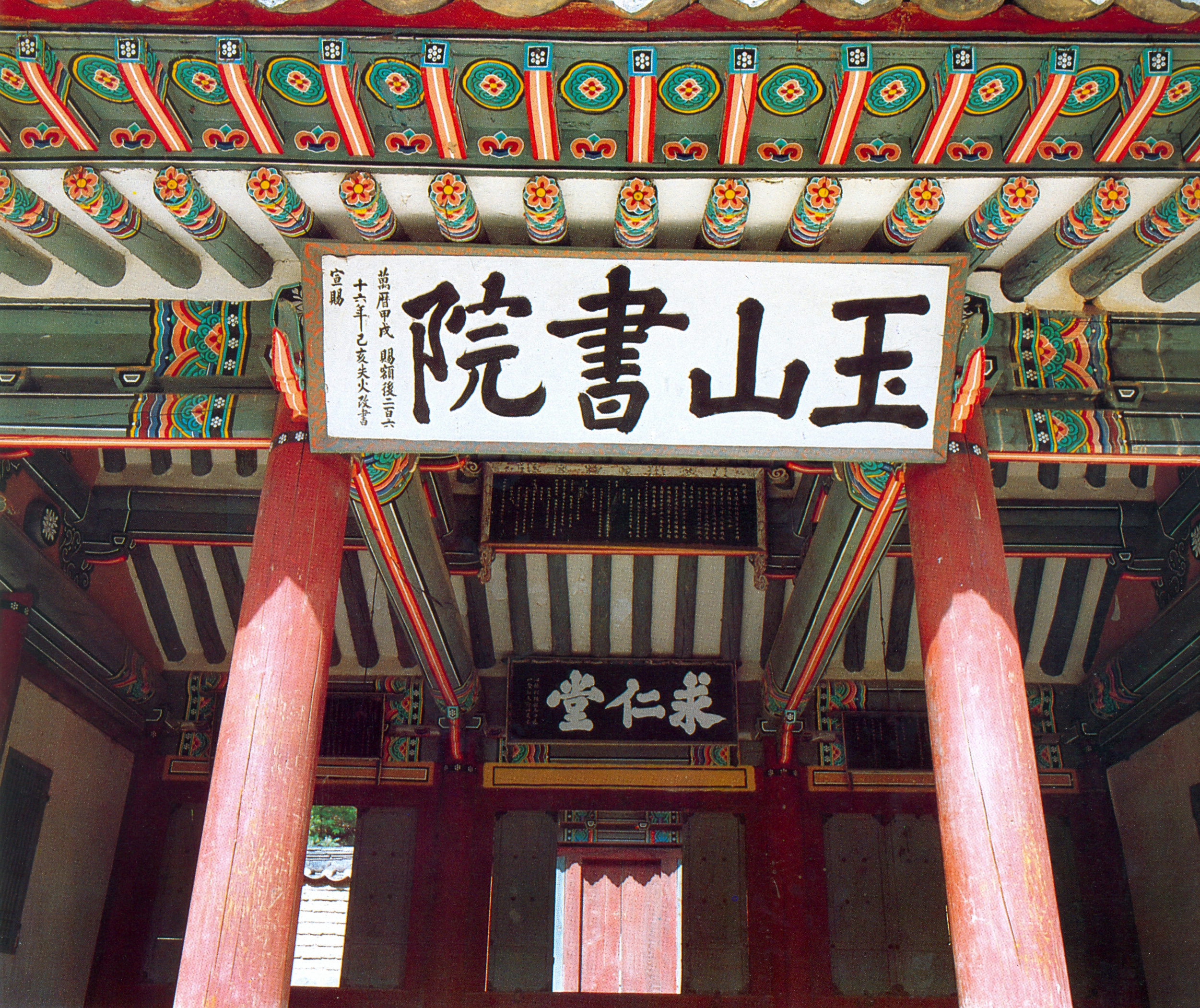
玉山書院求仁堂（구인당）牌匾，落款「萬曆甲戌 賜額後二百六十六年己亥失火改書宣賜」
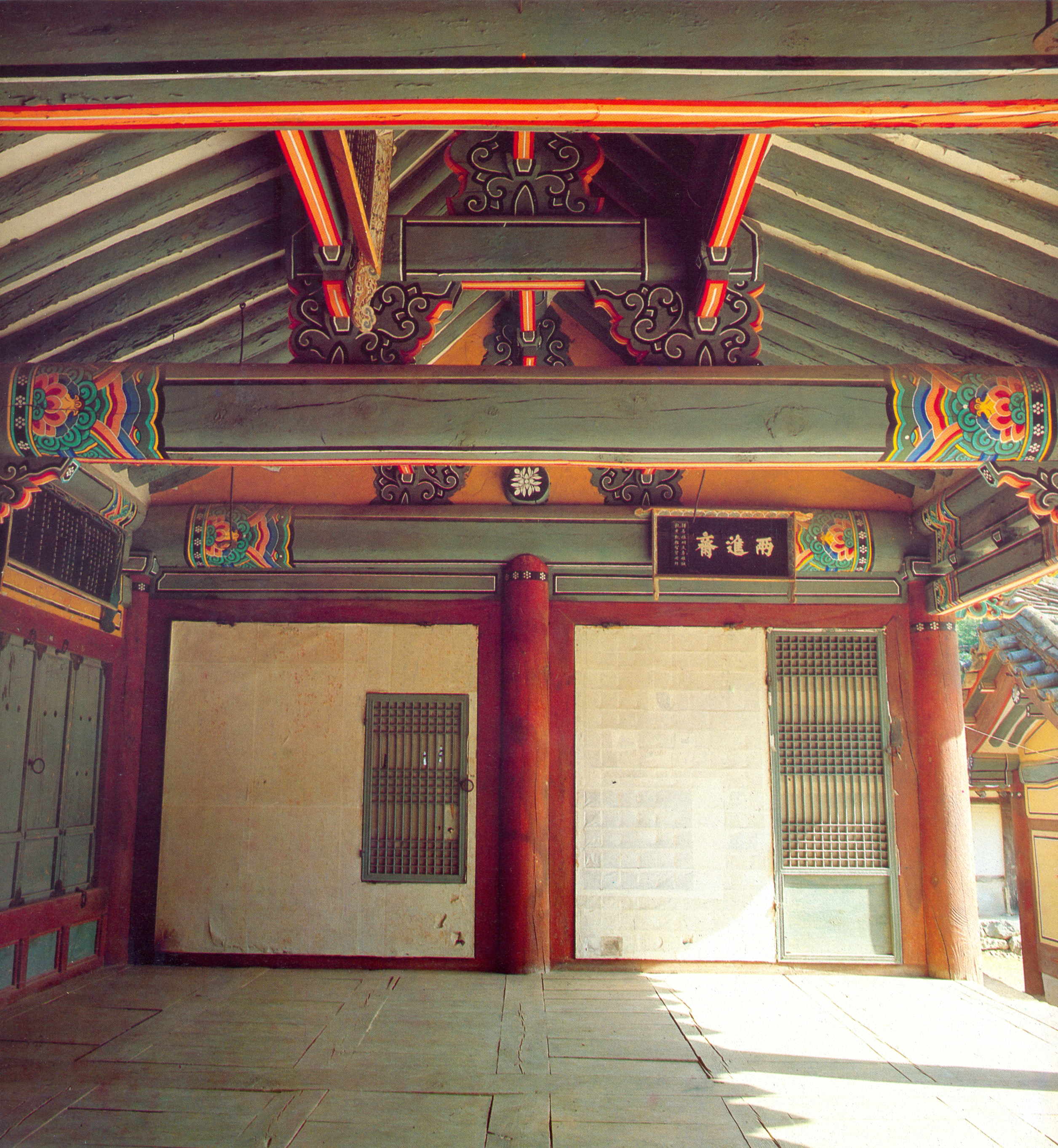
玉山書院求仁堂（구인당）內部
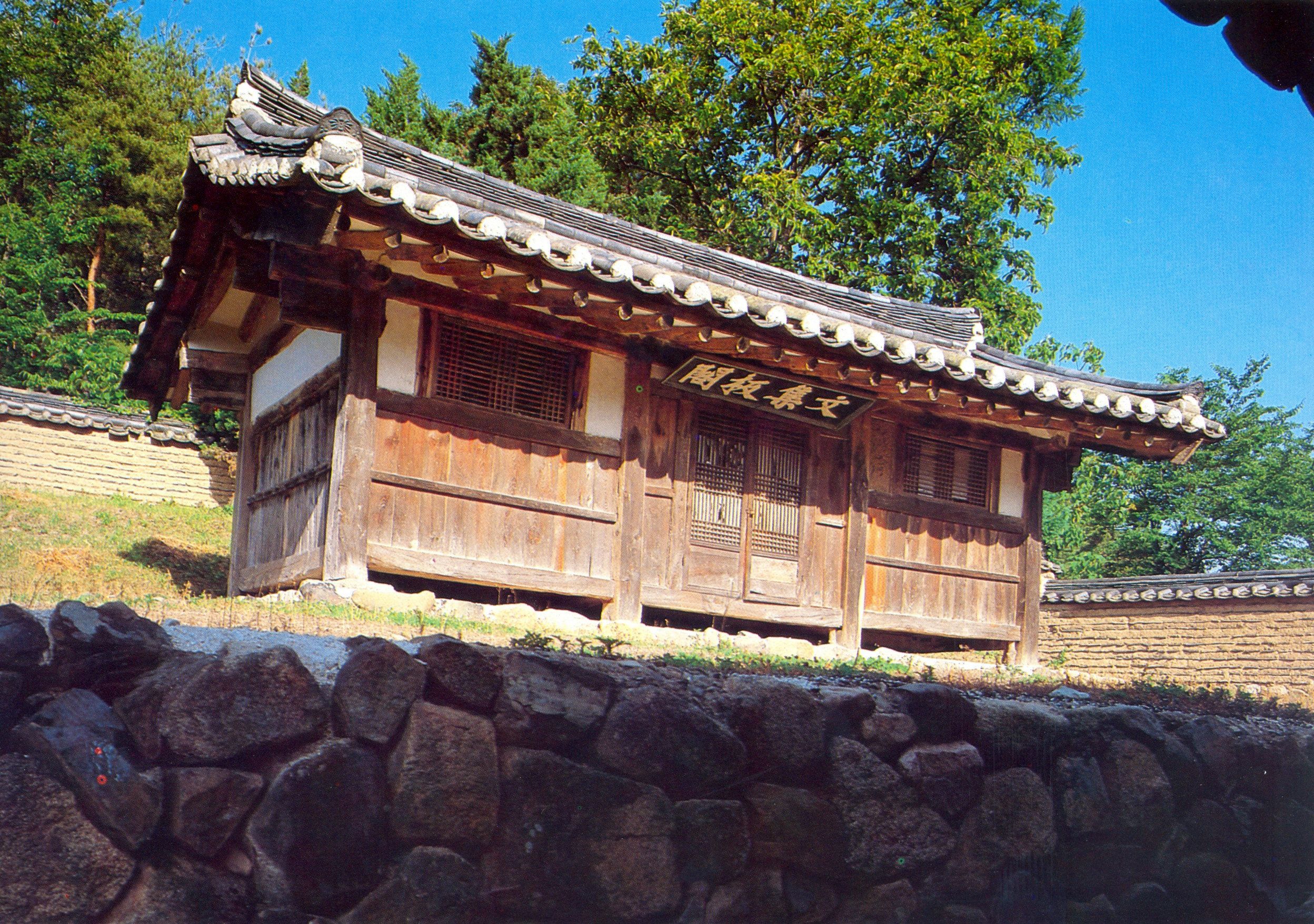
玉山書院文集版閣（문집판각）
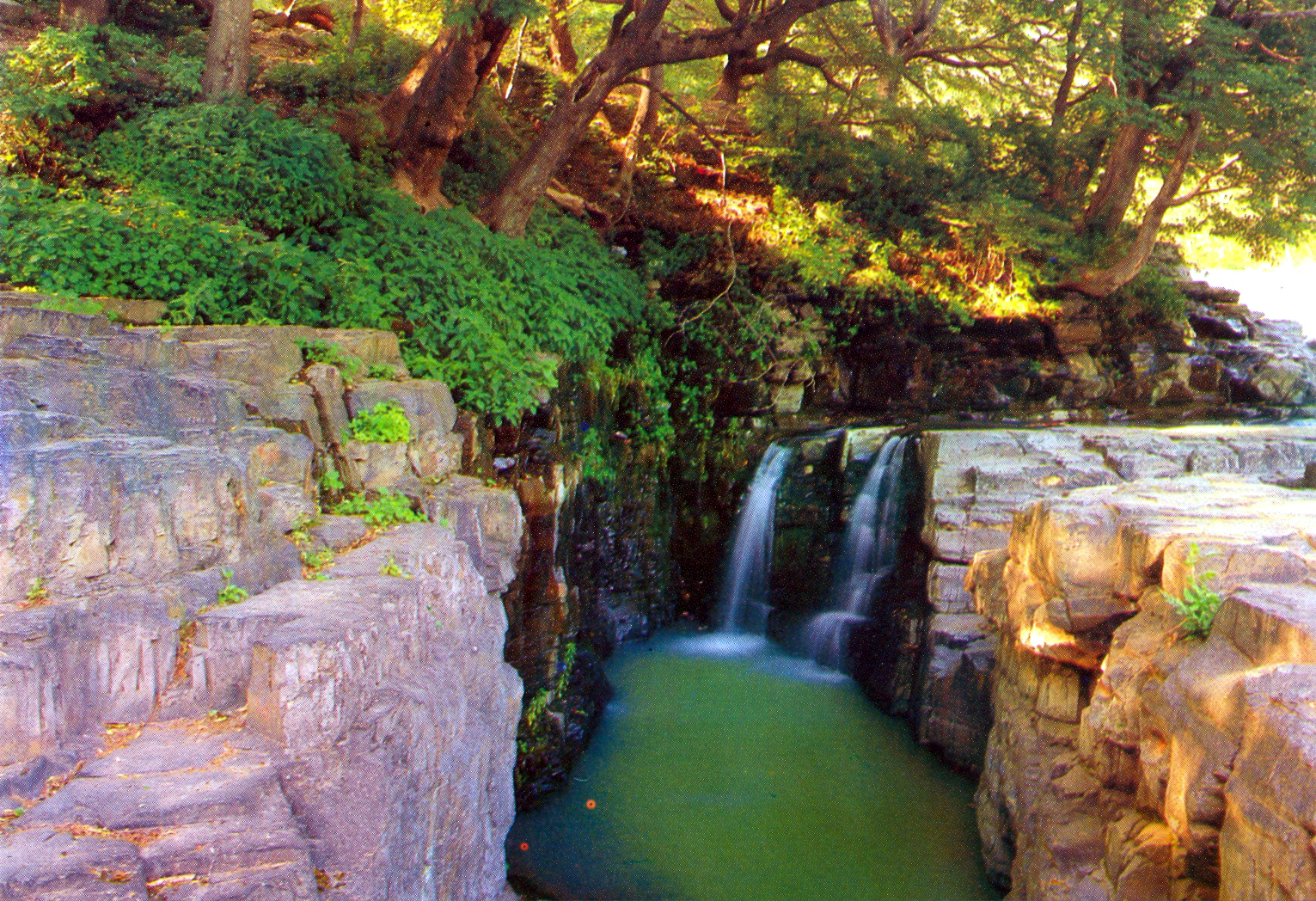
玉山書院內部小瀑布